# Víctor Cabrera Sánchez
Pour les articles homonymes, voir Víctor Cabrera et Cabrera.
Víctor Hugo Cabrera Sánchez, né le 9 novembre 1957 à Quillota au Chili, est un footballeur international chilien, qui évoluait au poste d'attaquant.
Surnommé Pititore Cabrera ou Piti, il est connu pour avoir terminé goleador de la D2 chilienne en 1979 (San Luis de Quillota) et deux fois de la D1 (1981 et 1984) avec San Luis de Quillota et Regional Atacama.

## Biographie
Connu pour ses célébrations lors de ses buts, il a joué pour les clubs de San Luis de Quillota, Everton, Colo-Colo, Deportes Concepción, La Serena, Unión La Calera, Regional Atacama et du Quintero Unido.
Après avoir débuté pour le club de sa ville natale, il débarque chez le Colo Colo en 1985, remportant la coupe nationale la même année, année durant laquelle il termine meilleur buteur de la saison pour son équipe. Il inscrit deux buts en Copa Libertadores.

## Palmarès

### Titres individuels
| Distinction                                     | Année |
| ----------------------------------------------- | ----- |
| Meilleur buteur de la Primera División de Chile | 1981  |
| Meilleur buteur de la Primera División de Chile | 1984  |

### Titres nationaux
| Titre      | Club      | Pays  | Année |
| ---------- | --------- | ----- | ----- |
| Copa Chile | Colo-Colo | Chili | 1985  |